# Noh Alam Shah
Noh Alam Shah, né le 3 septembre 1980 à Singapour, est un footballeur international singapourien, reconverti entraîneur. Il évolue au poste d'attaquant. 

## Biographie

### Carrière en équipe nationale
Noh Alam Shah joue son premier match en équipe nationale le 27 janvier 2001 lors d'un match amical contre la Thaïlande (1-1). Le 6 février 2001, il marque son premier but en sélection lors d'un match des éliminatoires de la Coupe du monde 2002 contre le Koweït (1-1). 
Le 15 janvier 2007, Singapour bat le Laos 11 à 0 dans un match du Championnat de l'ASEAN 2007, et il marque 7 buts. Il reçoit sa dernière sélection, le 8 décembre 2010 contre le Viêt Nam (défaite 1-0).
Au total, il compte 84 sélections officielles et 35 buts en équipe de Singapour entre 2001 et 2010. Il est le capitaine de l'équipe de Singapour en 2010.

### Carrière d'entraîneur

#### Equipe nationale
En 2017, Alam Shah a été nommé manager de l'équipe nationale de Singapour lors de la Coupe du Sultan de Selangor. Il a ensuite été nommé mentor de l'équipe nationale de football pour l'AFF Suzuki Cup 2018 (en).
En 2018, Alam Shah a été nommé directeur adjoint de l'équipe nationale de Singapour,.

#### Tanjong Pagar United
Après que le FAS a annoncé que Tanjong Pagar United rejoindrait la Premier League de Singapour pour la saison 2020, le club a annoncé que Noh Alam Shah avait été nommé sélectionneur de l'équipe.

### Vie privée
Le 20 août 2015, Alam Shah a été aperçu en train de conduire pour Grab.
Après sa retraite du football, Alam Shah travaille comme directeur des opérations au département de location de voitures de Komoco Motors,.

## Palmarès

### En club
- Avec le Tampines Rovers :
  - Champion de Singapour en 2004, 2005 et 2012
  - Vainqueur de la Coupe de Singapour en 2004 et 2006

- Avec l'Arema Malang :
  - Champion d'Indonésie en 2010

- Avec le PSS Sleman :
  - Champion d'Indonésie de D2 en 2013

### En sélection nationale
- Vainqueur du Championnat d'Asie du Sud-Est en 2004 et 2007

### Distinctions personnelles
- Meilleur joueur du Championnat de Singapour en 2005
- Meilleur joueur du Championnat d'Asie du Sud-Est en 2007
- Meilleur buteur du Championnat d'Asie du Sud-Est en 2007 (10 buts)

## Statistiques

### Buts en sélection
Le tableau suivant liste les résultats de tous les buts inscrits par Noh Alam Shah avec l'équipe de Singapour.